# Landsföreningen för folknykterhet utan förbud
Landsföreningen för folknykterhet utan förbud (LFUF) var en svensk förening som verkade för ett nej i rusdrycksomröstningen 27 augusti 1922.
LFUF bildades 15 februari 1922 med uppgift att "arbeta för frivillig folknykterhet samt motverka förbud och förbudslagstiftning såsom ledande till moralisk, rättslig, social och ekonomisk skada för individer och samhälle". Föreningens ordförande var vid bildandet farmakologiprofessorn Carl Gustaf Santesson och vice ordförande direktör Allan Cederborg.
Även om LFUF bildades enbart ett halvår före rusdrycksomröstningen, förmådde de organisera motståndet mot förbudet och bidrog på så sätt till att omröstningen slutade med ett nej till förbud. Kampanjen mot förbudet leddes av LFUF:s verkställande ledamot direktör G. Magnusson och förste sekreteraren H. A. Ring.
Verksamheten i LFUF efter folkomröstningen väl genomförts var mer begränsad. LFUF bekämpade "det danska systemet", som innebar hög beskattning på alkoholdryckerna, men verksamheten ebbade så småningom ut.
LFUF utgav åren 1929 till 1939 tidskriften Frihet och ansvar.